# سیارک ۱۱۷۸۵
سیارک ۱۱۷۸۵ (به انگلیسی: 11785 Migaic، نامگذاری:1973AW3) یازده هزار و هفتصد و هشتاد و پنجمین سیارک کشف شده‌است که در ۲ ژانویه ۱۹۷۳ کشف شد.
قدر مطلق سیارک برابر ۴۸٫۹ است.